# Brigitte Foster-Hylton
Brigitte Foster-Hylton (geb. Foster; * 7. November 1974 im Saint Elizabeth Parish) ist eine jamaikanische Hürdenläuferin, die bislang bei Weltmeisterschaften drei Medaillen über 100 Meter Hürden holte.
Brigitte Foster-Hylton ist 1,70 m groß und wiegt 62 kg. Seit 2005 ist sie mit Patrick Hylton, dem Managing Director der National Commercial Bank, verheiratet. 2002 und 2003 wurde sie zu Jamaikas Sportlerin des Jahres gewählt.

## Persönliche Bestleistungen
- 100 Meter: 11,17 s (+1,8 m/s), 31. Mai 2003 in Havanna
- 100 Meter Hürden: 12,45 s (+1,4 m/s), 24. Mai 2003 in Eugene

## Leistungsentwicklung
| Jahr | 100 Meter Hürden (in s) |
| ---- | ----------------------- |
| 1998 | 13,64 (−0,9 m/s)        |
| 1999 | 13,35 (+1,3 m/s)        |
| 2000 | 12,70 (−0,4 m/s)        |
| 2001 | 12,70 (+1,3 m/s)        |
| 2002 | 12,49 (+1,1 m/s)        |
| 2003 | 12,45 (+1,4 m/s)        |
| 2004 | 12,56 (0 m/s)           |
| 2005 | 12,55 (−0,8 m/s)        |
| 2006 | 12,49 (+0,6 m/s)        |
| 2007 | 12,71 (+1,7 m/s)        |
| 2008 | 12,49 (+0,1 m/s)        |
| 2009 | 12,51 (+0,2 m/s)        |